# جیمز مور (ورزشکار)
جیمز مور (انگلیسی: James Moore؛ زادهٔ ۲۰ فوریهٔ ۱۹۳۵) ورزشکار پنج‌گانه مدرن اهل ایالات متحده آمریکا است.
وی در مسابقات کشوری و بین‌المللی در مجموع برندهٔ ۱ مدال نقره شده‌است.